# Hetlinger Schanze

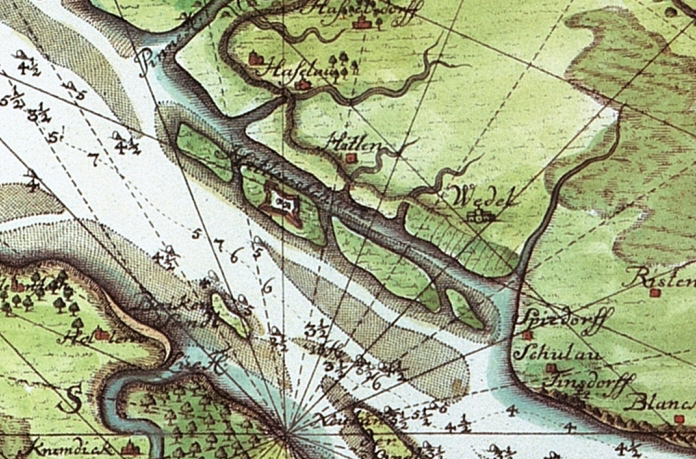
Die Hetlinger Schanze um 1721

Karte der Hetlinger Schanze um 1750

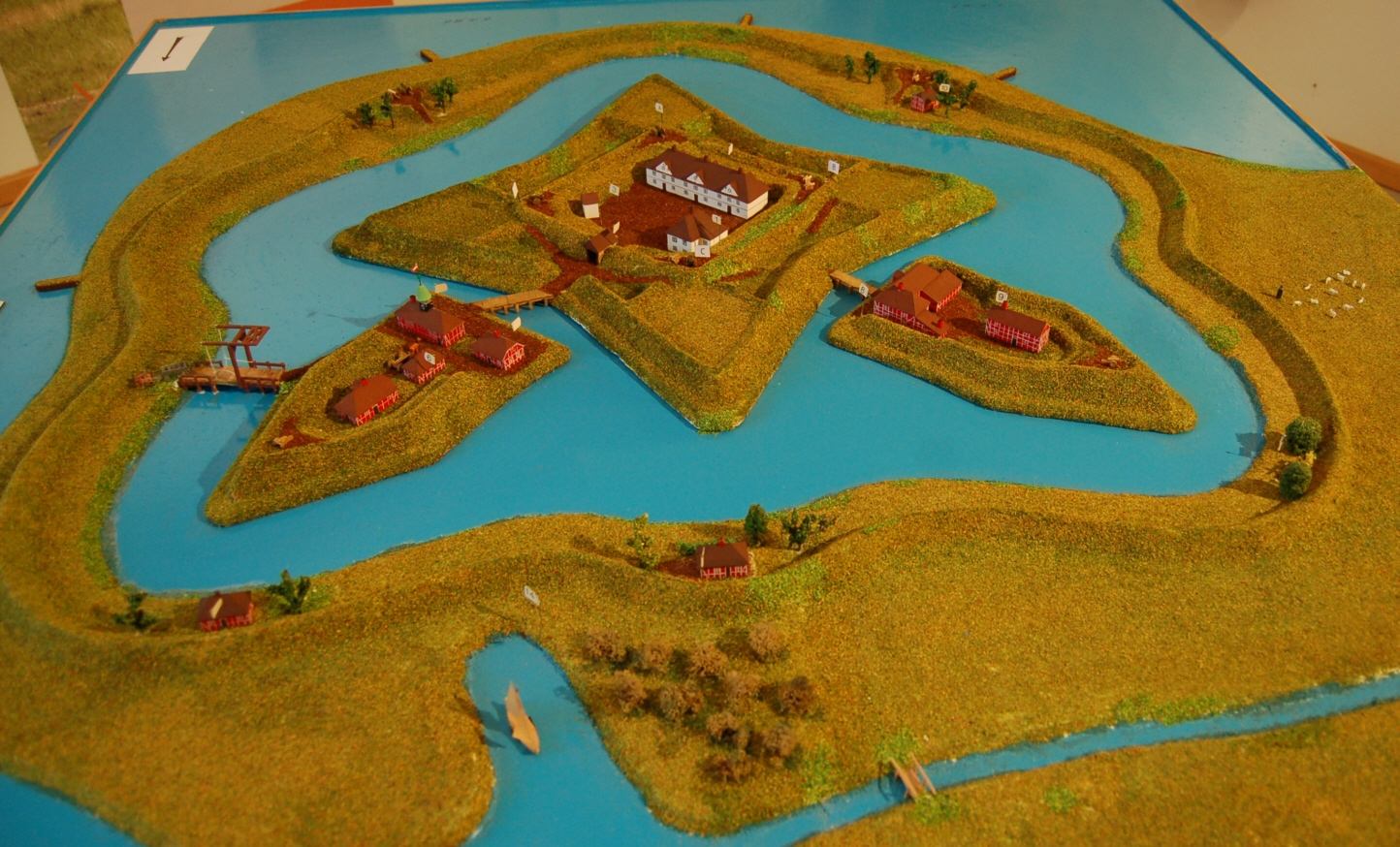
Modell der Hetlinger Schanze um 1757

Als Hetlinger Schanze bezeichnet man den Elbstrand bei Hetlingen gegenüber Lühesand, benannt nach der gleichnamigen historischen Feldschanze. Am Strand stehen auch die höchsten Freileitungsmasten Europas, Elbekreuzung 1 und 2 genannt. Es ist ein beliebtes Naherholungsziel und Naturschutzgebiet. In früher Zeit war hier der wichtigste Elbübergang des Ochsenwegs.

## Geschichte
Gegen 1650 wurde vor Hetlingen durch die Elbe Sand aufgespült. Die Insel konnte später auch landwirtschaftlich genutzt werden, so dass sich ein Pächter aus Haseldorf niederließ.
1658 überfielen schwedische Truppen die ca. 60 Bauernhöfe in der Haseldorfer Marsch, und auch das Kloster mit dem Ort Uetersen wurde niedergebrannt. Durch den Gutsherrn Detlef von Ahlefeldt wurde der dänische König gebeten, auf der Sanddüne vor Hetlingen eine Feldschanze mit Bollwerken zu errichten.
Um 1659 wurde eine Schanze mit einem Wall und vier Bollwerken gebaut, die von den Schweden auch nach mehreren Angriffen nicht eingenommen werden konnte.
Im Sommer 1672 wurde die Schanze durch den dänischen König Christian V. ausgebaut. Es wurde ein 900 m langer Deich errichtet. Ebenso entstand ein sternförmiges Bauwerk mit 5,50 m hohen Wällen, das mit Kanonen ausgerüstet wurde.
1768 wurde die Schanze auf königlichen Befehl aufgelöst und teilweise abgerissen. Der Bauernhof und einige Stallgebäude blieben stehen. Bis 1865 gehörte der Schanzensand zum Privatbesitz des dänischen Königs. Später ging das Eigentum an Schleswig-Holstein über. Ab 1929 wurde die Schanze dann von Hetlingen verwaltet. 1976 wurde der Bauernhof zum Privateigentum.

## Naturschutzgebiet
Die Hetlinger Schanze gehört zu dem größten Naturschutzgebiet Schleswig-Holsteins (Haseldorfer Binnenelbe mit Elbvorland) entlang der Elbe und ist ein bedeutender Rastplatz für Zugvögel. In den Wiesen der Schanze brüten unter anderen Schnepfen, Kiebitze und Blaukehlchen. Auch Wanderfalken, Seeadler und Zwergschwäne
sind häufig zu sehen.
Der Nabu hat zusammen mit dem dort ansässigen Klärwerk nördlich der Hetlinger Schanze einen 11,5 m hohen Beobachtungsturm  für Besucher des Naturschutzgebietes errichtet, den sogenannten Schanzenturm. Vom Turm aus haben Besucher einen weiten Blick über die Elbe und die Haseldorfer Marsch. Ebenso entstand auf dem Klärwerksgelände und dem Elbdeich ein Wasserlehrpfad. Er besteht aus 14 Tafeln und soll die Rolle des Wassers als Lebenselixier und landschaftsgestaltendes Element darstellen. Die Besucher sollen animiert werden, mit dem Wasser verantwortungsvoll umzugehen.

## Naherholungsgebiet
Auch ein Sandstrand gehört zur Schanze. Er ermöglicht es den Besuchern, die vorbeifahrenden Schiffe zu beobachten. Das Baden in der Elbe ist allerdings verboten, da sich durch die Elbvertiefung die Strömung verstärkt hat. Etwas abseits des Strandes befindet sich ein inoffizielles FKK-Gebiet. Entlang des Deiches führt ein Fahrradweg bis nach Wedel und zum Haseldorfer Hafen.

## Julssand
An der Hetlinger Schanze befindet sich auch die ehemalige Elbinsel Julssand, die bis in die 1990er Jahre bewohnt war. Nachdem die Bewohner mit auf den Hof des Schanzenbauern zogen, zerstörte ein Großfeuer das letzte Wohnhaus.